# Ancistrothyrsus hirtellus
Ancistrothyrsus hirtellus là một loài thực vật có hoa trong họ Lạc tiên. Loài này được A.H.Gentry mô tả khoa học đầu tiên năm 1992.